# Durval Aires Filho
Durval Aires Filho (Fortaleza, 23 de dezembro de 1954) é um advogado, professor, jurista e magistrado brasileiro, membro da Academia Cearense de Letras.

## Biografia
É formado em Direito pela Faculdade de Direito da Universidade Federal do Ceará (1979), possui mestrado em Políticas Públicas e Sociedade pela Universidade Estadual do Ceará (2003) e mestrado em Direito Constitucional pela Universidade de Fortaleza (2008). Possui especialização em Análise Ambiental pela Universidade Estadual do Ceará (1992), e especialização em Direito e Processo Eleitoral pela Universidade Estadual Vale do Acaraú (2007).
É Desembargador do Tribunal de Justiça do Estado do Ceará desde 7 de janeiro de 2011, membro da 7ª Câmara Cível do Tribunal de Justiça do Ceará, Professor Adjunto da Universidade Estadual do Ceará, e jornalista colaborador da Delegacia Regional do Trabalho, além de ter diversos artigos publicado em jornais e revistas especializadas.
Ingressou na magistratura no dia 1º de setembro de 1986, como Juiz Substituto da Vara Única de Farias Brito, indo posteriormente para as Comarcas de Aurora e Tianguá. O magistrado passou a atuar em Fortaleza na data de 25 de agosto de 1993, como juiz da 30ª Vara Cível do Fórum Clóvis Beviláqua. Em seguida, assumiu em agosto de 1994 a 3ª Vara de Execuções Fiscais e de Crimes Contra a Ordem Tributária, da qual foi titular até dezembro de 2010. Foi Juiz Eleitoral atuando na 84ª Zona Eleitoral de Fortaleza e membro da 6ª Turma Recursal dos Juizados Especiais Cíveis e Criminais da Comarca de Fortaleza.
Assumiu em 20 de novembro de 2014 a cadeira de número 40 da Academia Cearense de Letras, com saudação do acadêmico Napoleão Nunes Maia. O novo membro ocupará a cadeira que foi de Artur Eduardo Benevides, o "príncipe dos poetas cearenses". Ao assumir na Academia, ele evocou a influência literária de seu pai, o jornalista Durval Aires de Menezes, ex-acadêmico.

## Obra
- Corrida Eleitoral: Limites Atuais da Propaganda,
- As 10 Faces do Mandado de Segurança, (2002),[12]
- O Mandado de Segurança em Matéria Eleitoral, (2002),[13]
- As 10 Faces do Mandado de Segurança,
- O Homem do Globo e Outros Contos, (2008),
- Onze Contos Reais, (2010),
- Direito Público em Seis Tempos Teóricos Relevantes e Atuais, (2014),[14]

## Distinções e homenagens
- Menção honrosa no concurso de monografias jurídicas – Associação Brasileira de Magistrados (AMB)
- Vencedor do concurso de monografias do Tribunal de Justiça do Estado do Ceará (TJCE)
- Vencedor do concurso multicontos - BNB Clube